# Волошин, Дмитрий Александрович
Дми́трий Алекса́ндрович Воло́шин (укр. Дмитро Олександрович Волошин; род. 29 апреля 1986, Донецк) — украинский футболист, полузащитник.

## Биография
В ДЮФЛ выступал за «Олимпик-УОР» (Донецк) и «Шахтёр» (Донецк). 24 июля 2004 года дебютировал за «Шахтёр-3» во Второй лиге в матче против ФК «Сумы» (0:0). 16 мая 2006 года дебютировал за «Шахтёр-2» в Первой лиге в матче против иванофранковского «Спартака» (0:2). Также провёл 25 матче за дубль «Шахтёра». Зимой 2007 года перешёл в донецкий «Олимпик».
После перешёл в финский клуб «Норрвалла». В начале 2009 года перешёл «Мариехамн». В команде дебютировал 20 апреля 2009 года в матче против «Интер» (Турку) (2:0).